# Яп-Дерк Бума
Яп-Дерк Бума (нід. Jaap-Derk Buma, 27 серпня 1972) — нідерландський хокеїст на траві.
Олімпійський чемпіон 2000 року.
Чемпіон світу 1998 року, бронзовий призер 2002 року.
Переможець Трофею чемпіонів 1996, 1998, 2000 років, бронзовий призер 1999 року.